# Kiskunfélegyháza
Kiskunfélegyháza [ˈkiʃkuɱfeːlɛchaːzɒ] (deutsch Feulegaß) ist eine ungarische Stadt im gleichnamigen Kreis im Komitat Bács-Kiskun. Sie ist die drittgrößte Stadt des Komitats.

## Geografische Lage
Die Stadt liegt 107 Kilometer südöstlich des Zentrums der Hauptstadt Budapest, 25 Kilometer südöstlich des Komitatssitzes und der achtgrößten Stadt des Landes, Kecskemét, und 56 Kilometer nordwestlich der viertgrößten Stadt von Ungarn, Szeged.

## Geschichte
Die erste Erwähnung der Stadt erfolgte im 14. Jahrhundert, als der Kiptschak-Herrscher Kötöny und sein Gefolge sich hier niedergelassen hatten. Der Name Kiskunfélegyháza wird mit „Kleinkumanische Halbkirche“ übersetzt und erinnert möglicherweise an die Christianisierung der Gegend in dieser Zeit. Während der Türkenkriege des 17. Jahrhunderts wurde die Stadt komplett zerstört. Sie wurde ab 1743 wiederaufgebaut. Die Bahnstrecke von Pest–Cegléd her wurde 1853 erbaut, und 1854 bis Szegedin (Szeged) verlängert (Budapest-Szegediner Linie der Österreich.-Ungarischen Bahn).
Im Jahr 1913 gab es in der damaligen Stadt mit Munizipium 5.859 Häuser und 34.924 Einwohner auf einer Fläche von 66.421 Katastraljochen. Sie gehörte zu dieser Zeit zum Komitat Pest-Pilis-Solt-Kiskun.
Bis Ende 2012 war die Stadt Kiskunfélegyháza Verwaltungssitz des gleichnamigen Kleingebiets und ab 2013 dann Verwaltungssitz des gleichnamigen Kreises Kiskunfélegyháza.

## Sehenswürdigkeiten

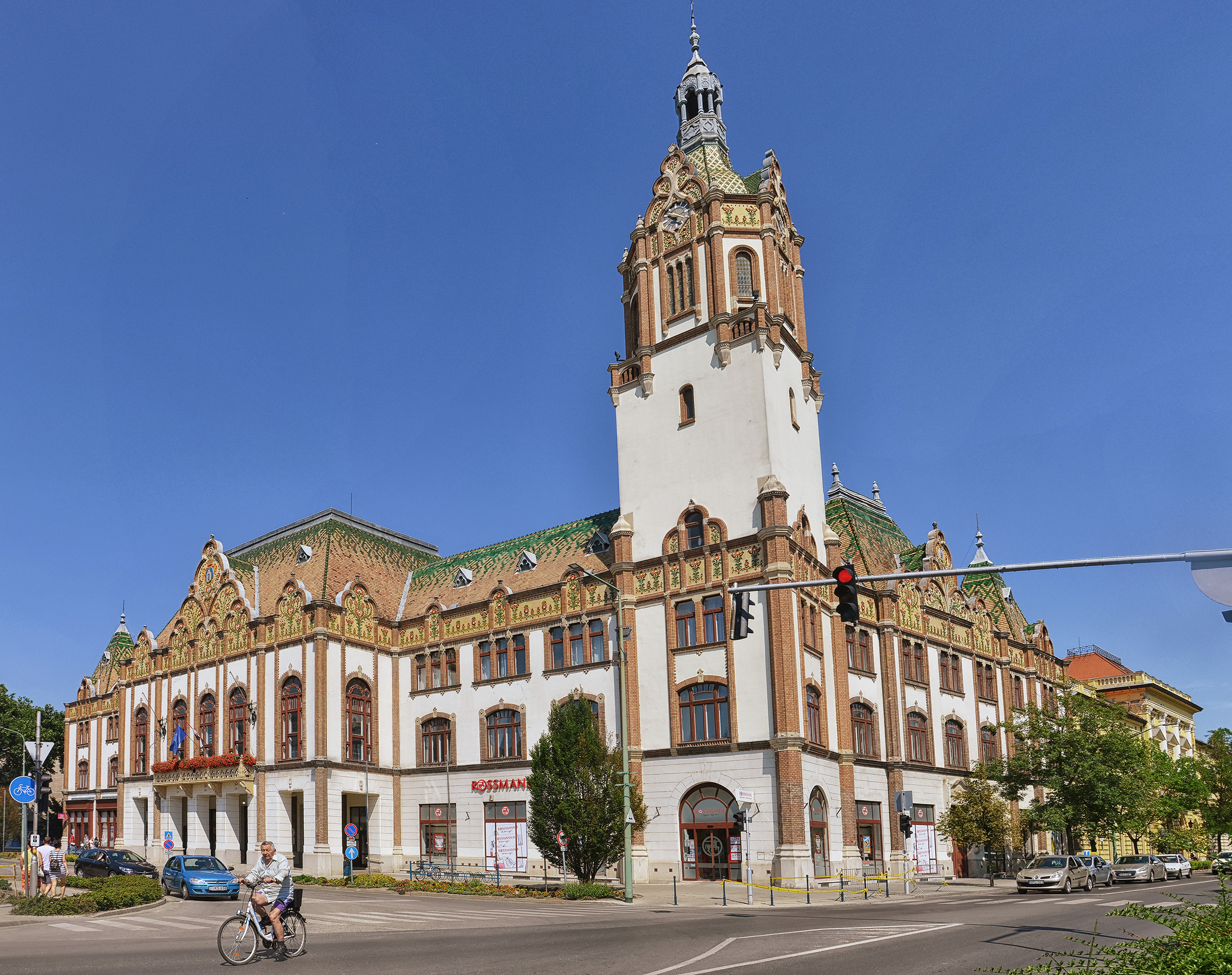
Rathaus im Secessionsstil

Das Rathaus der Stadt wurde 1911 nach Plänen des Architekten József Vas (1866–1910) erbaut. Es ist ein bedeutendes Beispiel des ungarischen Jugendstils. Die reiche florale Ornamentierung geht auf die ungarische Volkskunst zurück, welche besonders oft bei Hirten Verwendung fand. Auffallend ist auch das grüne Dach, welches aus Majolikaplatten aus der Zsolnay Porzellanmanufaktur stammt.

## Söhne und Töchter der Stadt
- Alexander Kohut (1842–1894), Rabbiner
- Michael Guttmann (1872–1942), Gelehrter und Rabbiner
- Ferenc Móra (1879–1934), Schriftsteller, Journalist und Museumskundler
- Ferenc Berkes (1893–1919), Journalist und Politiker
- Tibor Simanyi (1924–2008), Historiker und Autor
- Lenke Rothman (1929–2008), Künstlerin
- László Zarándi (1929–2023), Leichtathlet
- László Réczi (* 1947), Ringer
- Ferenc Nagy (1948–2020), Jurist und Hochschullehrer
- László Vadász (1948–2005), Schachgroßmeister
- Csaba Tabajdi (* 1952), Politiker und Diplomat
- Tamás Sulyok (* 1956), Präsident von Ungarn
- István Messzi (1961–1991), Gewichtheber
- György Mizsei (* 1971), Boxer

## Städtepartnerschaften
Es bestehen folgende Städtepartnerschaften:
- Bagnols-sur-Cèze, Frankreich, seit 2010
- Braunfels (Hessen), Deutschland, seit 1992
- Corund, Rumänien, seit 1993
- Die, Frankreich, seit 2000
- Feltre, Italien, seit 2005
- Jászfényszaru, Ungarn, seit 2018
- Kikinda, Serbien, seit 2011
- Kjellerup, Dänemark, seit 1998
- Rabka-Zdrój, Polen, seit 2013
- Turda, Rumänien, seit 2012
- Sighișoara, Rumänien, seit 2001
- Silkeborg, Dänemark, 2009
- Uhrovec, Slowakei, seit 2010

## Verkehr
Die Stadt ist ein wichtiger Eisenbahnknotenpunkt. Sie liegt auf einer der Hauptstrecken des Landes, der Bahnstrecke von Budapest über Cegléd nach Szeged. Hier zweigen Nebenbahnen ab nach Lakitelek und Szolnok, nach Csongrád und Szentes sowie nach Kiskunhalas und Bácsalmás.
Die Stadt verfügt daneben über einen Anschluss an die Autobahn M5 und einen nicht-öffentlichen unbefestigten Flugplatz.